# Spreeler Mühle

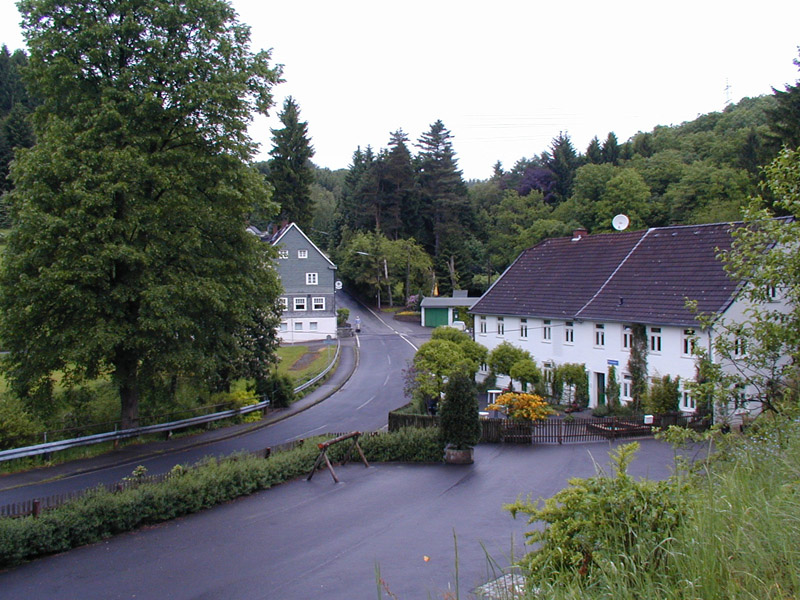
Ansicht von Griesensiepen und Spreeler Mühle

Die Spreeler Mühle ist eine ehemalige Mühle in Ennepetal.

## Geographie
Die Spreeler Mühle befindet sich in der Ennepetaler Ortschaft Spreel unmittelbar an der Stadtgrenze von Ennepetal und Radevormwald, etwa zwei Kilometer südlich des an der Bundesstraße 483 gelegenen Ortsteils Königsfeld.
Sie liegt am Spreeler Bach, der in seinem weiteren Verlauf nach ca. zwei Kilometern im Ennepetaler Weiler Mühlenfeld in die Stauwurzel des Beyenburger Stausees (ein Aufstau der  Wupper) mündet. Dort befindet sich am Talausgang die Fabrik  der ehemaligen Firma Hindrichs-Auffermann KG und  die Bushaltestelle Remlingrade der Buslinie 626  von Wuppertal nach Radevormwald. Der Spreeler Bach stellt im Unterlauf bereits seit dem frühen  Mittelalter die Grenze zwischen Rheinland und Westfalen dar.  An der Mühle führen der Wappenweg (Ennepetaler Stadtrundweg) und die Hauptwanderstrecke  Graf-Engelbert-Weg des Sauerländischen Gebirgsvereins vorbei.
Auffällig ist ein Anbau auf der linken Seite des Kerngebäudes sowie ein Erker an der Frontseite rechts. Das Restaurant und Ausflugslokal in der Mühle wurde im April 2011 nach über 80-jähriger Bewirtschaftung aufgrund fehlender Nachfolge geschlossen.

## Geschichte
Die Ersterwähnung der Mühle erfolgte im 16. Jahrhundert. Sie war zunächst eine Lohmühle, die erst später zu einer Getreidemühle umgebaut wurde. In den 1920er Jahren wurde die Mühle aufgrund fehlender Konzession geschlossen. 1930 erfolgte der Umbau zu einer Gastwirtschaft, die bis 2011 von drei Generationen einer Familie bewirtschaftet wurde. Das Gebäude soll zu einem Wohnhaus umgebaut werden.
Koordinaten: 51° 14′ 56,2″ N, 7° 19′ 35,1″ O